# قرار مجلس الأمن التابع للأمم المتحدة رقم 1682
قرار مجلس الأمن التابع للأمم المتحدة رقم 1682، الذي اتخذ بالإجماع في 2 يونيو 2006، بعد أن ذكر بالقرارات السابقة بشأن الحالة في كوت ديفوار (ساحل العاج) والمنطقة الإقليمية، بما فيها القرارات 1652 (2005) و1667 (2005)، أذن مجلس زيادة قوام عملية الأمم المتحدة في كوت ديفوار.

## تفاصيل
وأعرب مجلس الأمن عن قلقه إزاء استمرار الأزمة في كوت ديفوار وإزاء العراقيل التي تعترض عملية السلام من جميع الأطراف وتهديدها للمنطقة.
عملا بالفصل السابع من ميثاق الأمم المتحدة، أحاط المجلس علما بتوصيات الأمين العام كوفي عنان وأذن بزيادة قوام عملية الأمم المتحدة في كوت ديفوار حتى 15 كانون الأول / ديسمبر 2006 بما يصل إلى 1500 فرد إضافي، بما في ذلك 1025 من الأفراد العسكريين و475 من أفراد الشرطة.
وأعلن القرار استعداد المجلس لإبقاء الوضع قيد المراجعة.

## روابط خارجية
- نص القرار في undocs.org